# 597
597 (DXCVII) fue un año común comenzado en martes del calendario juliano, en vigor en aquella fecha.

## Acontecimientos
- Agustín de Canterbury (misionero romano), incorpora a la cristiandad el sudeste de Inglaterra. Convierte al rey anglosajón Etelberto de Kent. Construye la catedral de Canterbury que en el futuro será la sede del primado de Inglaterra.[1]
- La ciudad de Osma es encumbrada al rango de sede episcopal.

## Fallecimientos
- Fredegunda, reina franca de Neustria.
- Columba de Iona, santo irlandés